# Sarcophaga minima
Sarcophaga minima är en tvåvingeart som beskrevs av Camillo Rondani 1862. Sarcophaga minima ingår i släktet Sarcophaga och familjen köttflugor.
Artens utbredningsområde är Italien. Inga underarter finns listade i Catalogue of Life.